# Ecodonia ephyrodes
Ecodonia ephyrodes là một loài bướm đêm trong họ Geometridae.